# Hostomel
Hostomel (em ucraniano:  Гостомель; também chamada de Gostomel) é uma cidade localizada no Oblast de Kiev, a noroeste da capital Kiev. Administrativamente, é subordinada a Municipalidade de Irpin. Sua população é estimada em 17 534.
A cidade é mais conhecida por seu aeroporto, também conhecido como "Aeroporto Antonov", que serve como um crucial ponto de chegada e saída de cargas internacionais. Este aerporto era a casa do gigante Antonov An-225 Mriya. A cidade também possui uma fábrica de vidros de Vetropack.
Hostomel foi duramente danificada durante a Invasão da Ucrânia pela Rússia em 2022. O seu prefeito, Yuri Prilipko, foi morto durante uma batalha. Ocupada por semanas pelo exército russo, foi reconquistada pelos ucranianos em abril. A cidade foi então nomeada "Herói da Ucrânia" em 13 de março de 2022.